# Лехиты
Лехиты (пол. Lechici), Полабские лехиты — северные западнославянские народы. 
К лехитам относят поляков, кашубов, полабов и словинцев. Этническое имя «лехиты» традиционно связывалось с именем мифического прародителя поляков — Леха. Это название для обозначения всего польского народа впервые ввёл около 1200 года польский хронист краковский епископ Винцентий.
Согласно принятой ныне точке зрения, этимология слов «лехиты» и «Лях (Лех)» возводится к слову «ленд (*lęd)» (пустошь, необработанное поле), в другом источнике указано, что в основании слова «лях» лежит нарицательное существительное «леха», с древнейших времён встречающееся во всех почти славянских наречиях со значением — борозда, гряда, поле и тому подобное. А лехитская теория предполагает иное начало польского государства, еще Лелевель («Polska wieków średnich», т. IV, 1851 год) разделял древнейшее польское население страны на два класса: лехов, составлявших будто бы высший класс, и кметей, или крестьян, обладателей зависимой и неделимой земельной собственности.
В других языках это название видоизменялось по фонетическим законам: «Lendizi» — в списке племён Баварского географа, «Lendzeninoi» — у Константина Багрянородного, «ляхи» — в древнерусских летописях. Оно обозначало как привисленских «лендзян», главенствовавших до середины X века среди польских племён, так и другие, видимо, родственные им племена. В конце X века возникло княжество полян, от которого возникло название «поляки».